# Monarchizm
Monarchizm (lub rojalizm) – idea, według której monarchia jest najlepszym ustrojem politycznym. Monarchizm jest poglądem dążącym do przywrócenia lub obrony monarchii w danym państwie lub szerzej – na świecie.
Zwolennicy monarchizmu twierdzą, iż nie chcą władzy dla siebie, więc nie mogą być nazwani partią polityczną. Zazwyczaj mają już swojego kandydata, wywodzącego się z któregoś ze szlacheckich rodów, którego uważają za odpowiedniego monarchę, względnie potomka obalonego wcześniej króla.

## Literatura dodatkowa
- Jacek Bartyzel, Monarchizm, [w:] „Encyklopedia Białych Plam” t. XX, POLWEN, Radom 2000.
- Jacek M. Majchrowski, Ugrupowania monarchistyczne w latach Drugiej Rzeczypospolitej, Wrocław 1988.
- Jacek M. Majchrowski, Polski Ruch Monarchistyczny. Krótki kurs / W: / Ustrój i prawo w przeszłości dalszej i bliższej pod redakcją Jerzego Malca i Wacława Uruszczaka, Wydawnictwo Uniwersytetu Jagiellońskiego, Kraków 2001 .
- Norbert Wójtowicz, Organizacja Monarchistów Polskich jako przejaw młodzieżowej skrajnej prawicy, [w:] „Acta Universitatis Wratislaviensis” 2179, Politologia XXVI, Wrocław 1999, s. 125–142.